# Крейцберг, Янис Кристонович
Янис Кристонович (Кристофорович) Крейцберг (латыш. Jānis Kreicbergs; 24 июля 1864 — 13 апреля 1948) — адвокат, депутат Государственной думы I созыва от Курляндской губернии.

## Биография
Родился в Добленском уезде Курляндской губернии Российской империи (ныне Элейская волость Елгавского края Латвии). Латыш по национальности. Учился в Митавской и Дерптской гимназиях. Окончил юридический факультет Императорского Московского университета. С 1890 года состоял присяжным поверенным в Либаве. Редактировал латышские газеты Vārds («Слово») и Dzimtene («Родина»; в 1907 году указано, что бывший редактор). Основал несколько благотворительных обществ.
20 апреля 1906 избран в Государственную думу I созыва от съезда уполномоченных от волостей. Входил в Конституционно-демократическую фракцию. Член Аграрной комиссии. Подписал законопроект «О гражданском равенстве». Выступил в Думе по аграрному вопросу. После роспуска Думы вернулся на родину, имел адвокатскую практику.
После Февральской революции 1917 года был избран в Курляндский земельный комитет.
В 1918—1920 годах работал в Киеве по делам латышских стрелков. В 1921 году выехал в Латвию. Работал нотариусом в Риге. В 1944 эмигрировал в Швецию.
Скончался 13 апреля 1948 года. Прах похоронен 7 мая 1949 на кладбище Församlingens прихода Högalids Församling (номер могилы U 14 139).